# Kasper Torsting
Kasper Torsting (født 22. september 1975) er en dansk filminstruktør.
Han er uddannet som instruktør på Den Danske Filmskoles dokumentarlinje (1997–2001). Han har arbejdet på en lange række dokumentarer, som har haft dansk og international premiere, samt musikvideoer, kortfilm og spillefilm. Kasper Torsting er medgrundlægger af Oure Dox og har undervist på skolen. Kasper Torsting grundlagde i 2012 sit eget produktionsselskab, “Torsting Film.”

## Privat
Kasper Torsting bor på Vesterbro, København og er gift med Anne Marie Torsting. De har sammen to børn: Astrid og Villi Marius.

## Instruktør
Kasper Torsting er kendt som instruktør på bl.a. Rocket Brothers, Solo, samt portrætfilmen af Thomas Vinterberg og David Bowie (Hr. Vinterberg & Mr. Bowie) i 2002 samt idémand og kreativ udvikler på Armadillo (2010).
Kasper Torsting debuterede som spillefilmsinstruktør i november 2018 med den prisvindende I krig & kærlighed. Filmen havde international premiere under navnet In Love And War, og har modtaget adskillige priser internationalt.
Kasper Torsting instruerede reklamefilm fra 2013, og har efterfølgende arbejdet på en række reklamefilm for blandt andet Forsvaret, Danske Bank, McDonald’s, Tryg, Volkswagen og PlanBørnefonden.
I 2016 lavede Kasper Torsting en webbaseret mini tv-serie “Ø” , i thrillergenren sammen med Studio+. Serien var produceret til mobilskærme i 10 gange 10 minutter format.

## Filmografi
Filmografien er i udvalg og ingen reklamefilmsrelateret arbejde er inddraget
- I krig & kærlighed (2017)
- Ø (Webbaseret TV-serie) (2016)
- Piratjagt  (2012)
- Sex, kaos og bekendelser  (TV-serie, redaktør) (2012)
- Armadillo (Dokumentar, Idé og producer) (2011)
- Udflugt (Kortfilm, Fiktion) (2010)
- Søren Gade, de sidste 48 timer Dokumentar)(2009)
- Krigsminister (Dokumentar) (2009)
- Vores Krig (Dokumentar) (2009)
- Solo (Dokumentar) (2007)
- The Aftermath (Dokumentar) (2005)
- Rocket Brothers - tæt på bandet Kashmir (Dokumentar) (2003)
- Mr. Vinterberg & Mr. Bowie  (Dokumentar) (2002)
- Den anden side (Dokumentarfilm) (2001)
- Vejen tilbage (Afgangsfilm) (2001)

## Priser
- 2019 – Jury Award - Best International Narrative Feature for I krig & kærlighed (engelsk titel: A War Within') sammen med Ronnie Fridthjof (writer) - Rome International Film Festival, (USA)
- 2019 – Audience Award - Best Feature for I krig & kærlighed (engelsk titel: A War Within') sammen med Ronnie Fridthjof (writer) - Rome International Film Festival, (USA)
- 2019 – Jury Award - Best Film for I krig & kærlighed(engelsk titel: A War Within') sammen med Ronnie Fridthjof (writer) - Fairhope Film Festival (USA)
- 2019 – Audience Award - Best Feature for I krig & kærlighed(engelsk titel: A War Within') sammen med Ronnie Fridthjof (writer) - Lighthouse International Film Festival (USA)
- 2018 – Audience Choice Award - Best Feature Length Film for I krig & kærlighed (engelsk titel: A War Within') - Santa Barbara International Film Festival, (USA)
- 2018 – Valhalla Award for I krig & kærlighed(engelsk titel: A War Within') - Santa Barbara International Film Festival, (USA)
- 2017 – Jury Award -Best Script for Ø sammen med Amulya Malladi (writer)- LA Web Fest, (USA)
- 2012 – TV Prisen - Best Documentary Series, for Sex, kaos og bekendelser .
- 2010 – Bodilprisen for bedste dokumentarfilm for Armadillo.
- 2010 – Robert for Best Documentary (Årets lange dokumentarfilm) for Armadillo.
- 2008 – TV Prisen - Best Documentary Series, for Politiskolen .
- 2007 – Audience Award for Solo - Odense International Film Festival
- 2007 – Youth Jury Prize, special mention for Solo - Odense International Film Festival
- 2004 – Jury Special Prize for Rocket Brothers - tæt på bandet Kashmir - Odense International Film Festival
- 2004 – Nordic Documentary Film Award - Best Nordic Documentary for Rocket Brothers - tæt på bandet Kashmir - Nordisk Panorama
- 2004 – CPH:DOX Award - Gold Dok Best Sound for Rocket Brothers - tæt på bandet Kashmir - CPH:DOX